# Capote
Capote är en amerikansk biografisk film från 2005 i regi av Bennett Miller. Filmen är baserad på boken Capote från 1988 av Gerald Clarke, som handlar om författaren Truman Capotes resa då han samlade material till dokumentärromanen Med kallt blod från 1966. Huvudrollen, som Truman Capote, spelas av Philip Seymour Hoffman. Hoffman kom att belönas med en Oscar för bästa manliga huvudroll vid Oscarsgalan 2006.

## Handling
När författaren Truman Capote (Philip Seymour Hoffman) läser i en tidning om de brutala morden på en familj i det lilla samhället Holcomb i Kansas bestämmer han sig för att skriva en bok om det. När han börjar sina efterforskningar blir han så upptagen av mördarna Perry Smith (Clifton Collins Jr.) och Richard "Dick" Hickock (Mark Pellegrino) och fascinerad av själva morden att han börjar skriva ner all information han kommer åt. Han beslutar sig för att resa till Kansas i sällskap med barndomsvännen Nelle Harper Lee (Catherine Keener).

## Rollista
| Philip Seymour Hoffman | – Truman Capote            |
| Catherine Keener       | – Nelle Harper Lee         |
| Clifton Collins Jr.    | – Perry Smith              |
| Chris Cooper           | – Alwin Dewey              |
| Bruce Greenwood        | – Jack Dunphy              |
| Bob Balaban            | – William Shawn            |
| Amy Ryan               | – Marie Dewey              |
| Mark Pellegrino        | – Richard "Dick" Hickock   |
| Allie Mickelson        | – Laura Kinney             |
| Marshall Bell          | – Warden Marshall Krutch   |
| Araby Lockhart         | – Dorothy Sanderson        |
| Robert Huculak         | – New York-reporter        |
| R.D. Reid              | – Roy Church               |
| Rob McLaughlin         | – Harold Nye               |
| Harry Nelken           | – Sheriff Walter Sanderson |
| C. Ernst Harth         | – Lowell Lee Andrews       |